# Casa Alegret (Figueres)
La Casa Alegret és un edifici del municipi de Figueres (Alt Empordà) que forma part de l'Inventari del Patrimoni Arquitectònic de Catalunya.

## Descripció
És un edifici situat al centre històric de la ciutat molt a prop de la Rambla de Figueres. Es tracta d'un edifici entre mitgeres, a on la planta baixa, que presenta encoixinat, té un local comercial i portal lateral. Al primer pis hi ha balconada correguda i la finestra està emmarcada i amb decoració floral a la llinda. En els altres dos pisos superiors, balcons de mida menor segons l'alçada. Els dos primers pisos estan emmarcats per pilastres d'ordre corinti, amb pilastres estriades, i el tercer presenta motius ornamentals (florals i hídries), a cada costat del balcó. Corona la façana una cornisa, fris, barana amb balustrada i terrassa. L'any 1999 aquest edifici va ser rehabilitat integralment com a comerç i habitatge unifamiliar.